# Куликовка (Джанкойский район)
Кулико́вка (до начала 1960-х годов Тюп-Алгазы́; укр. Куликівка, крымскотат. Tüp Alğazı, Тюп Алгъазы) — исчезнувшее село в Джанкойском районе Республики Крым, располагавшееся на севере района, на берегу одного из заливов Сиваша, примерно в 4,5 км к северо-западу от современного села Рюмшино.

### Динамика численности населения
- 1805 год — 78 чел.[5]
- 1900 год — 26 чел.[6]
- 1915 год — 12/5 чел.[7][8]
- 1926 год — 76 чел.[9]

## История
Первое документальное упоминание села встречается в Камеральном Описании Крыма… 1784 года, судя по которому, в последний период Крымского ханства Дып Алгазы входил в Сакал кадылык Перекопского каймаканства. После присоединения Крыма к России (8) 19 апреля 1783 года, (8) 19 февраля 1784 года, именным указом Екатерины II сенату, на территории бывшего Крымского Ханства была образована Таврическая область и деревни были приписаны к Перекопскому уезду. После Павловских реформ, с 1796 по 1802 год, входили в Перекопский уезд Новороссийской губернии. По новому административному делению, после создания 8 (20) октября 1802 года Таврической губернии, Тюп-Алгазы был включён в состав Джанайской волости Перекопского уезда.
По Ведомости о всех селениях в Перекопском уезде состоящих с показанием в которой волости сколько числом дворов и душ… от 21 октября 1805 года в деревне Тип-Алгазы числилось 9 дворов и 78 жителей крымских татар. На военно-топографической карте генерал-майора Мухина 1817 года деревня Дип алгаз обозначена с 22 дворами. После реформы волостного деления 1829 года деревня, согласно «Ведомости о казённых волостях Таврической губернии 1829 года», осталась в составе Джанайской волости. На карте 1836 года в деревне Тюп-Алгазы 21 двор, как и на карте 1842 года. Согласно «Памятной книжке Таврической губернии за 1867 год», деревня стояла покинутая, ввиду эмиграции крымских татар, особенно массовой после Крымской войны 1853—1856 годов, в Турцию и была возрождена, как частное владение, в самом конце XIX века.
По «…Памятной книжке Таврической губернии на 1900 год» на хуторе Тюп-Алгазы Богемской волости числилось 26 жителей в 4 дворах. По Статистическому справочнику Таврической губернии. Ч.II-я. Статистический очерк, выпуск пятый Перекопский уезд, 1915 год, в усадьбе Тюп-Алгазы (наследников Трещева) Богемской волости Перекопского уезда числился 1 двор с населением в количестве 12 человек приписных жителей и 5 «посторонних», без указания национальностей.
После установления в Крыму Советской власти, по постановлению Крымревкома от 8 января 1921 года № 206 «Об изменении административных границ» была упразднена волостная система и в составе Джанкойского уезда был создан Джанкойский район. В 1922 году уезды преобразовали в округа. 11 октября 1923 года, согласно постановлению ВЦИК, в административное деление Крымской АССР были внесены изменения, в результате которых округа были ликвидированы, основной административной единицей стал Джанкойский район и село включили в его состав. Согласно Списку населённых пунктов Крымской АССР по Всесоюзной переписи 17 декабря 1926 года, в селе Тюп-Алгазы, в составе упразднённого к 1940 году Тереклынского сельсовета Джанкойского района, числилось 15 дворов, из них 14 крестьянских, население составляло 76 человек, из них 75 русских и 1 немец.
В 1944 году, после освобождения Крыма от фашистов, 12 августа 1944 года было принято постановление № ГОКО-6372с «О переселении колхозников в районы Крыма» и в сентябре 1944 года в район приехали первые новоселы (27 семей) из Каменец-Подольской и Киевской областей, а в начале 1950-х годов последовала вторая волна переселенцев из различных областей Украины. С 25 июня 1946 года Тюп-Алгазы в составе Крымской области РСФСР. 26 апреля 1954 года Крымская область была передана из состава РСФСР в состав УССР. Переименовано из посёлка Тюп-Алгазы в Куликовку до 1960 года, поскольку в «Справочнике административно-территориального деления Крымской области на 15 июня 1960 года» Куликовка уже значилась в составе Целинного сельсовета, и ликвидирована к 1968 году (согласно справочнику «Крымская область. Административно-территориальное деление на 1 января 1968 года» — в период с 1954 по 1968 годы).